# Crossotus katbeh
Crossotus katbeh är en skalbaggsart som beskrevs av Gianfranco Sama 1999. Crossotus katbeh ingår i släktet Crossotus och familjen långhorningar.
Artens utbredningsområde är Israel. Inga underarter finns listade i Catalogue of Life.